# Ferguson Rotich
Ferguson Cheruiyot Rotich, född 30 november 1989, är en kenyansk medeldistanslöpare.

## Karriär
Vid Världsmästerskapen i friidrott 2019 tog Rotich brons på 800 meter. Vid olympiska sommarspelen 2020 i Tokyo tog Rotich silver på 800 meter.